# Christophe Bertschy

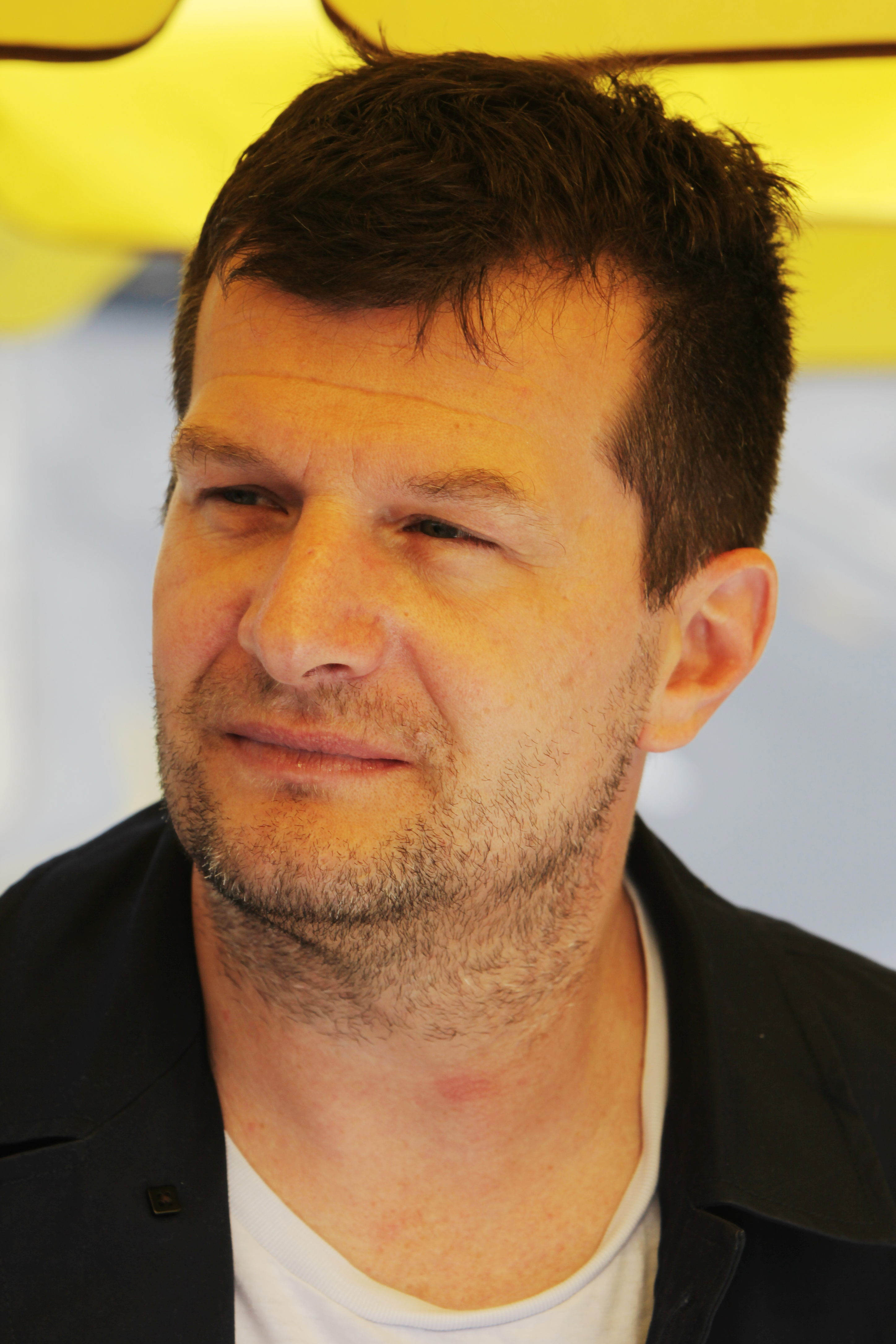
Christophe Bertschy (2016)

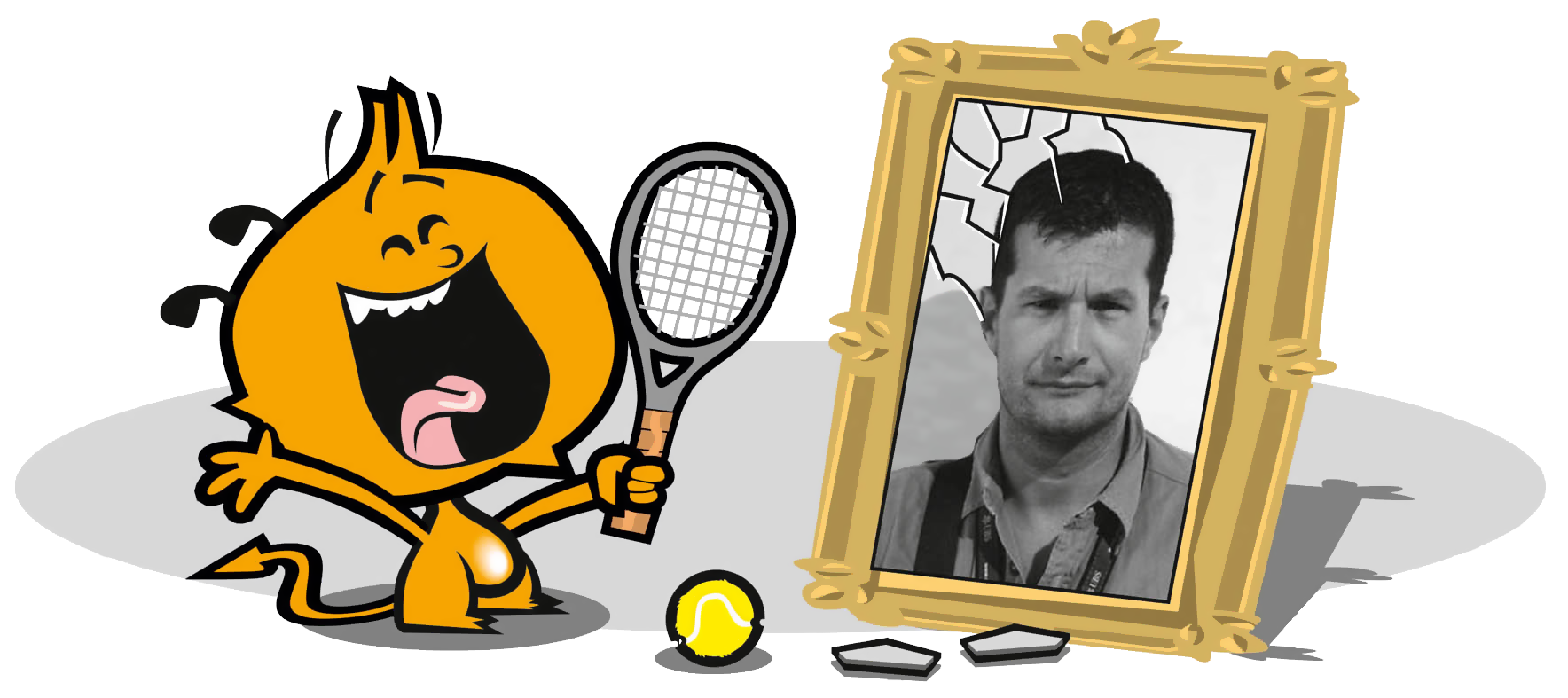
Nelson

Christophe Bertschy (* Oktober 1970 in Pompaples) ist ein Schweizer Comiczeichner und Illustrator.

## Leben und Werk
Bertschy wurde im Oktober 1970 in Pompaples in der französischsprachigen Schweiz geboren und war zuerst Grafikdesigner für Philipp Morris. Nachdem er 1999 den Nachwuchswettbewerb «Nouveaux Talents» beim Festival de Sierre gewonnen hat, widmet er sich ausschliesslich dem Zeichnen. Erste Arbeiten erschienen im Magazin Tchô! In rascher Folge entwickelte er die Serien Jimmy Brocoli und Smax. Für letztere arbeitete er erstmals mit Vektorzeichnungen. 2001 erschien dann in der französischsprachigen Schweizer Boulevardzeitung Le Matin seine Comic-Strip-Serie Nelson um ein orangefarbenes Teufelchen. Seit 2004 erscheint diese Serie im Magazin Spirou und in Albenform bei Éditions Dupuis.
Der Comicstrip MiniPeople über prominente Persönlichkeiten aus der Schweiz erscheint seit 2011 in sozialen Medien. Nach Angaben der Website MiniPeople.ch betragen die Aufrufe auf Facebook eine Million monatlich.
Bertschy lieferte die Illustrationen für das französisch-deutsche Bilderbuch La rivière de Julien – Lilly und der Fluss von 2013. Eine französisch-italienische Version namens La rivière de Julien – Lilly e il fiume erschien 2017.